# بطولة الوزن خفيف الثقيل أو في دبليو
كانت بطولة الوزن خفيف الثقيل أو في دبليو بطولة مصارعة متنافسًا عليها في أوهايو فالي ريسلينغ (أو في دبليو). تم تأسيس البطولة في 9 فبراير 1999 وتم إلغائها في 1 مارس 2001 بسبب سحب الشركة عضويتها من تحالف المصارعة الوطني (إن دبليو إيه) في عام 2000 حيث صارت واحدة من أولى المناطق التطويرية لمنظمة وورلد ريسلينغ فيدرايشن (الآن دبليو دبليو إي). تم الإعلان عن إلغاء البطولة، مما يعني أن بطولة الوزن خفيف الثقيل أو في دبليو يتم تمثيلها الآن بواسطة سلة مهملات. كان البطل الأخير هو كريس ميشيلز، الذي هزم البطل السابق شون كيسي أثناء تسجيل مباريات تلفزيون أو في دبليو للفوز بالبطولة.

## روابط خارجية
- العنوان التاريخ في solie.org
- تاريخ العنوان في Online World of Wrestling